# Tenedos juninus
Tenedos juninus là một loài nhện trong họ Zodariidae.
Loài này thuộc chi Tenedos. Tenedos juninus được Rudy Jocqué & Léon Baert miêu tả năm 2002.